# Underneath the Tree
Underneath the Tree (pod stromečkem) je pilotní singl americké zpěvačky Kelly Clarkson z jejího šestého a zároveň prvního vánočního alba Wrapped in Red. Singl napsal Kelly Clarkson spolu s producentem Gregem Kurstinem, který singl i produkoval jako všechny singly na albu.

## Živé vystoupení
Kelly poprvé singl představila v The Today Show a to 26. listopadu 2013. Poté ho představila v páté řadě pěvecké soutěže The Voice 3. prosince 2013

## Hitparáda
| Země                              | Umístění |
| --------------------------------- | -------- |
| Belgie(Ultratip Flanders)         | 28       |
| Belgie(Ultratop Airplay Flanders) | 17       |
| Japonsko                          | 84       |
| Kanada (Canadian Hot 100)         | 28       |
| Kanada AC (Billboard)             | 1        |
| Nizozemsko (Dutch Top 40)         | 25       |
| Nizozemsko (Mega Single Top 100)  | 69       |
| Nizozemsko (Mega Top 50)          | 34       |
| Rakousko                          | 68       |
| Severní Korea                     | 2        |
| Velká Británie                    | 30       |
| USA                               | 78       |
| US Adult Contemporary (billboard) | 1        |
| US Holiday Songs (billboard)      | 8        |